# Filtre HEPA
Un filtre HEPA est un filtre à air à haute efficacité (acronyme de l'anglais High-Efficiency Particulate Air signifiant « [filtre] à particules aériennes à haute efficacité »), on utilise également l'expression « filtre THE » (signifiant « très haute efficacité »).
La dénomination HEPA s'applique à tout dispositif capable de filtrer, en un passage, au moins 99,97 % des particules de diamètre supérieur ou égal à 0,3 µm.
Les particules de dimension de l'ordre de 0,3 µm sont les plus difficiles à filtrer. En effet, les plus grandes sont arrêtées par les fibres du filtre grâce à leur taille, et les plus petites grâce au phénomène de diffusion lié au mouvement brownien.

Description des éléments et du fonctionnement d'un filtre HEPA.

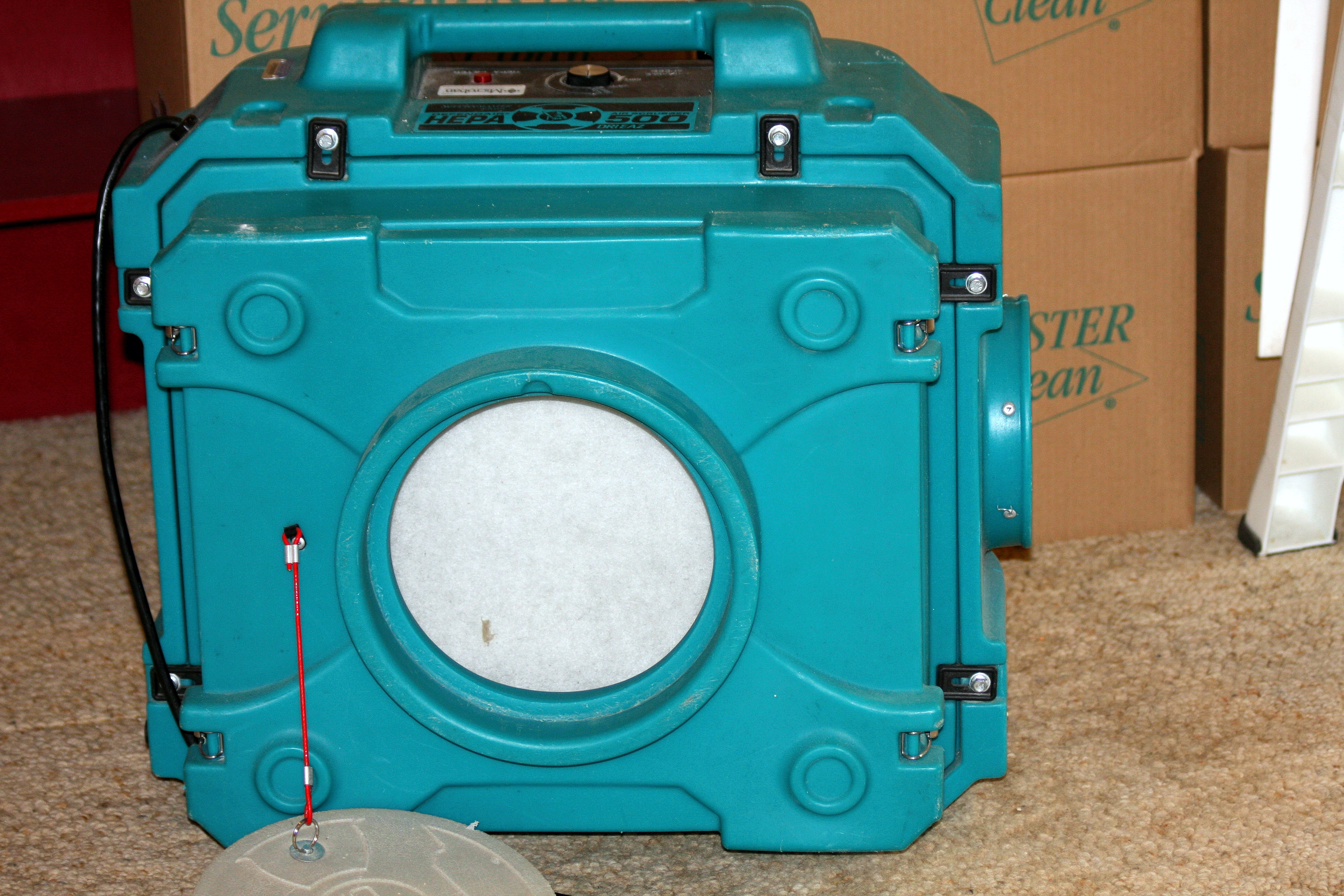
Unité portable de filtration HEPA (à haute performance) ; il peut purifier l'air dans un bloc médical d'urgence, ou après un incendie, après des travaux, une pollution de l'air ou encore lors d'un processus de fabrication source de particules ; au moins 99,97 % des particules en suspension (jusqu'à 0,3 µm) sont retenues. Le rendement volumique décroit avec l'encrassement. Une source d'électricité est nécessaire.

## Utilisation
Les filtres HEPA sont utilisés à chaque fois qu'un air particulièrement propre doit être utilisé :
- salle d'opération et bloc opératoire[4] ;
- poste de sécurité microbiologique ;
- salle propre[4], entre autres pour l'informatique et la microélectronique[5] ;
- habitations de personnes vulnérables à la pollution de l'air. Plus les PM2,5 sont retirées de l'air, plus la santé cardiovasculaire s'améliore. C'est ce qu'a montré (2017) un essai randomisé[6] qui a consisté à exposer quarante personnes âgées cardiaques (non-fumeurs) à l'intérieur d'un établissement pour personnes âgées à faible revenu d'une zone urbaine typique des États-Unis. Ces patients ont été exposés à un air non filtré, moyennement filtré ou très filtré/HEPA via un système portable individuel[7]. La tension artérielle brachiale des résidents était l'indicateur d'effet principal mesuré quotidiennement mais d'autres mesures ont porté sur l'hémodynamique aortique, la vitesse des ondes de pouls et la variabilité de la fréquence cardiaque. L'étude a montré que diminuer le taux de particules fines dans l'air grâce à un filtre HEPA diminue la pression artérielle systolique[7]. Un système de filtration d'air portable et relativement peu onéreux semble donc potentiellement cardioprotecteur à court terme, trois jours de filtration d'air suffisait à faire chuter la pression systolique et diastolique brachiale respectivement de 3,2 mmHg et de 1,5 mmHg. La pression artérielle systolique et diastolique diminuaient régulièrement lors de la période de filtration de trois jours, respectivement avec une moyenne de 3,4 mmHg et de 2,2 mmHg. En trois jours, la plupart des résultats secondaires (pouls…) n'étaient cependant pas significativement améliorés[7].